# Chiesa di San Nicolò (Verano)
La chiesa di San Nicolò (in tedesco Kirche St. Nikolaus) è la parrocchiale a Verano (Vöran) in Alto Adige. Fa parte del decanato di Terlano-Meltina della diocesi di Bolzano-Bressanone e risale al XIV secolo.

## Storia

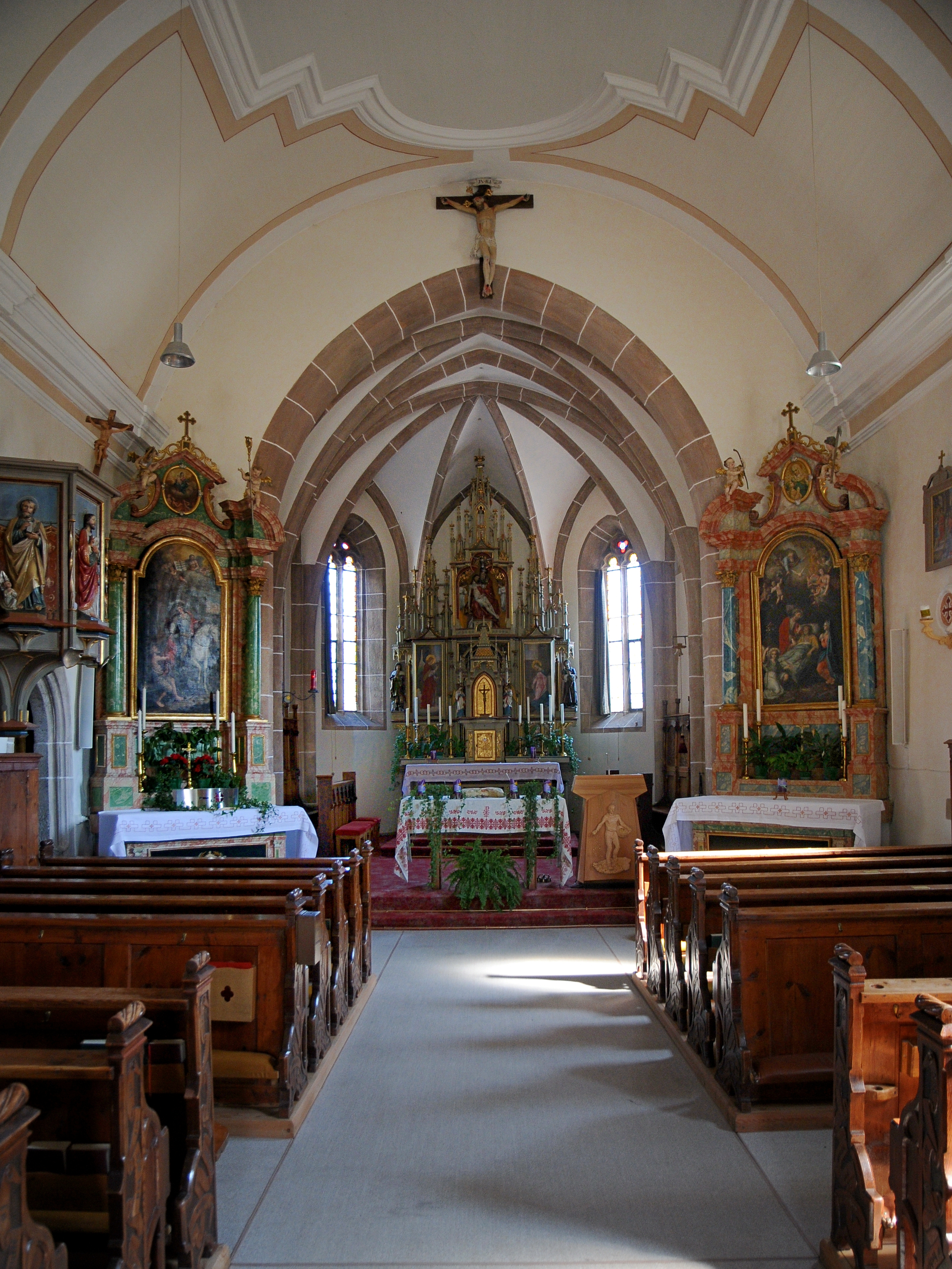
Interno della chiesa.

La chiesa parrocchiale di Verano con dedicazione a san Nicolò ha origini molto antiche essendo tra le prime ad essere stata edificata nell'intera area di Salto-Sciliar. La sua prima citazione su documenti risale al 1330, e parte della struttura della chiesa è di tale periodo.
Circa un secolo e mezzo più tardi fu oggetto di importanti lavori di ristrutturazione e l'abside venne ricostruita secondo il gusto gotico e contemporaneamente veniva innalzata la torre campanaria. In epoca successiva furono aperte alcune aperture per nuove finestre, venne creata la volta interna e la sala fu ampliata con una cappella laterale.

## Descrizione
La chiesa è un monumento sottoposto a tutela col numero 17950 nella provincia autonoma di Bolzano.

### Esterni
Il luogo di culto si trova nella zona cimiteriale della comunità. Presenta una facciata a capanna classica con portale di accesso di aspetto gotico con arco a sesto acuto protetto da una tettoia sporgente ricoperta, come il tetto, con scandole di legno. Sopra di questa si trova un grande oculo porta luce alla sala. La torre campanaria si alza in posizione leggermente arretrata sulla sinistra, accanto alla chiesa. La cella campanaria si apre con quattro finestre a monofora e la copertura è una tipica piramide acuta a base ottagonale ricoperta con tegole rosse visibile anche da lontano.

### Interni
La navata interna è unica, con volte gotiche e tre altari. Sulle pareti sono conservati resti di affresco molto interessanti storicamente e artisticamente, in particolare quelli che raffigurano l'Incoronazione di Maria.